# Tennis Masters Cup 2005 - Doppio
Il doppio del Tennis Masters Cup 2005 è stato un torneo di tennis facente parte dell'ATP Tour.
Bob Bryan e Mike Bryan erano i detentori del titolo, ma ha perso in semifinale contro Michaël Llodra e Fabrice Santoro.
Michaël Llodra e Fabrice Santoro hanno battuto in finale 6(6)–7, 6–3, 7–6(4), Leander Paes e Nenad Zimonjić.

## Teste di serie
1. Bob Bryan /  Mike Bryan (semifinali)
2. Jonas Björkman /  Maks Mirny (round robin)
3. Wayne Black /  Kevin Ullyett (semifinali)
4. Mark Knowles /  Daniel Nestor (round robin)

1. Leander Paes /  Nenad Zimonjić (final)
2. Michaël Llodra /  Fabrice Santoro (campioni)
3. Wayne Arthurs /  Paul Hanley (round robin)
4. Stephen Huss /  Wesley Moodie (round robin)

## Tabellone

### Legenda
| - Q = Qualificato - WC = Wild card - LL = Lucky loser | - ALT = Alternate - SE = Special Exempt - PR = Protected Ranking | - w/o = Walkover - r = Ritirato - d = Squalificato |

### Finale
|  | Semifinali | Semifinali                     | Semifinali                     | Semifinali | Semifinali |  |  | Finale | Finale                         | Finale | Finale | Finale |  |
|  |            |                                |                                |            |            |  |  |        |                                |        |        |        |  |
|  | 1          | Bob Bryan Mike Bryan           | Bob Bryan Mike Bryan           | 3          | 67         |  |  |        |                                |        |        |        |  |
|  | 6          | Michaël Llodra Fabrice Santoro | Michaël Llodra Fabrice Santoro | 6          | 7          |  |  | 6      | Michaël Llodra Fabrice Santoro | 6      | 6      | 7      |  |
|  | 3          | Wayne Black Kevin Ullyett      | Wayne Black Kevin Ullyett      | 3          | 4          |  |  | 5      | Leander Paes Nenad Zimonjić    | 7      | 3      | 64     |  |
|  | 5          | Leander Paes Nenad Zimonjić    | Leander Paes Nenad Zimonjić    | 6          | 6          |  |  |        |                                |        |        |        |  |

### Gruppo rosso
|   |                             | Bryan               | Knowles Nestor | Paes Zimonjić       | Arthurs Hanley      | RR V–P | Set V–P      | Game V–P | Posizione |
| 1 | Bob Bryan Mike Bryan        |                     | 6–4, 6–4       | 7–5, 6(5)–7, 7–6(7) | 5–7, 7–6(3), 6(4)–7 | 2–1    | 5–3 (62.50%) | 50–46    | 1         |
| 4 | Mark Knowles Daniel Nestor  | 4–6, 4–6            |                | 5–7, 7–5, 3–6       | 3–6, 4–6            | 0–3    | 1–6          | 30–42    | 4         |
| 5 | Leander Paes Nenad Zimonjić | 5–7, 7–6(5), 6(7)–7 | 7–5, 5–7, 6–3  |                     | 7–6(3), 7–6(6)      | 2–1    | 5–3 (62.50%) | 50–47    | 2         |
| 7 | Wayne Arthurs Paul Hanley   | 7–5, 6(3)–7, 7–6(4) | 6–3, 6–4       | 6(3)–7, 6(6)–7      |                     | 2–1    | 4–3 (57.14%) | 44–39    | 3         |

La classifica viene stilata in base ai seguenti criteri: 1) Numero di vittorie; 2) Numero di partite giocate; 3) Scontri diretti (in caso di due giocatori pari merito ); 4) Percentuale di set vinti o di games vinti (in caso di tre giocatori pari merito ); 5) Decisione della commissione.

### Gruppo oro
|   |                                | Björkman Mirny | Black Ullyett    | Llodra Santoro   | Huss Moodie      | RR V–P | Set V–P | Game V–P | Posizione |
| 2 | Jonas Björkman Maks Mirny      |                | 5–7, 6–4, 4–6    | 6(3)–7, 4–6      | 2–6, 4–6         | 0–3    | 1–6     | 31–42    | 4         |
| 3 | Wayne Black Kevin Ullyett      | 7–5, 4–6, 6–4  |                  | 3–6, 6–3, 6–4    | 3–6, 7–6(1), 6–2 | 3–0    | 6–3     | 48–42    | 1         |
| 6 | Michaël Llodra Fabrice Santoro | 7–6(3), 6–4    | 6–3, 3–6, 4–6    |                  | 6–4, 4–1 retired | 2–1    | 5–2     | 36–30    | 2         |
| 8 | Stephen Huss Wesley Moodie     | 6–2, 6–4       | 6–3, 6(1)–7, 2–6 | 4–6, 1–4 retired |                  | 1–2    | 3–4     | 31–32    | 3         |

La classifica viene stilata in base ai seguenti criteri: 1) Numero di vittorie; 2) Numero di partite giocate; 3) Scontri diretti (in caso di due giocatori pari merito ); 4) Percentuale di set vinti o di games vinti (in caso di tre giocatori pari merito ); 5) Decisione della commissione.